# 佩里亚克米内瓦
佩里亚克米内瓦（法語：Peyriac-Minervois）是法国奥德省的一个市镇，属于卡尔卡松区和里厄米内瓦县（Rieux-Minervois）。该市镇2009年时的人口为1,139人。

## 人口
佩里亚克米内瓦人口变化图示
| 数据来源：INSEE |